# Ильг, Альберт
Альберт Ильг (нем. Albert Ilg; 11 октября 1847, Вена — 28 ноября 1896, Вена) — австрийский историк искусства.

## Биография
Среди собственных трудов Ильга — монографии и обзоры по истории различных видов прикладного искусства: «История и терминология старинного кружевоплетения» (нем. «Geschichte und Terminologie der alten Spitzen»; 1876), «Гербы австрийских родов» (нем. «Wappen des österreichisches Herrscherhauses»; 1879), «Венские кузницы XVIII века» (нем. «Wiener Schmiedewerke des XVIII Jahrhunderts»; 1878—1883). Он также составил «Альбом австрийской скульптуры XVIII века» (нем. «Album österreichischen Bildhauerarbeiten des XVIII Jahrhunderts») и написал биографию скульптора Франца Ксавера Мессершмидта (нем. «Franz Xaver Messerschmidts Leben und Werke»; 1885).
Кроме того, Ильг перевёл с латыни несколько средневековых книг по искусству (Ченнини, Биондо, «Schedula diversarum artium» Теофила), опубликовав переводы в журнале Рудольфа Айтельбергера «Quellenschriften für Kunstgeschichte».